# 瀧川鯉舟
瀧川 鯉舟（たきがわ りしゅう、1989年8月16日 - ）は、落語芸術協会に所属する落語家。瀧川鯉昇門下の二つ目。本名は佐藤 邦衛。

## 経歴
- 2013年9月、瀧川鯉昇に入門。前座名「鯉佐久」。
- 2014年8月、楽屋入り。
- 2014年9月、浅草演芸ホールにて初高座。「新聞記事」
- 2018年9月、三遊亭吉馬と共に二ツ目昇進。「鯉舟」と改名。

## 人物
- 前座名「鯉佐久」は長野県佐久市の鯉（佐久鯉）からとったが、本人は秋田県うまれ。